# Cedrelopsis grevei
Cedrelopsis grevei är en vinruteväxtart som beskrevs av Baill. & Courchet. Cedrelopsis grevei ingår i släktet Cedrelopsis och familjen vinruteväxter. Inga underarter finns listade i Catalogue of Life.